# Davis Cup 2022
Der Davis Cup im Jahr 2022 war die 110. Austragung des Wettbewerbs.
Die Gruppenphase fand vom 14. bis 18. September 2022 statt und damit früher als in den Jahren zuvor. Grund dafür war der Wunsch der Spieler nach einem nicht zu späten Saisonende. Eine weitere Änderung war die Zuteilung der Gruppen A–D zu je einer Spielstadt, nämlich Bologna, Glasgow, Hamburg und Málaga. Normalerweise hätte sich das russische Team durch seinen Sieg im Jahre davor automatisch qualifiziert. Am 1. März 2022 hatte jedoch die International Tennis Federation entschieden, die Russian Tennis Federation vom Wettkampf auszuschließen. Grund für die Suspendierung war die Invasion Russlands in die Ukraine. Somit ging jene Qualifikation an den bestplatzierten Halbfinalisten aus 2021, Serbien.
Im Verlauf des Finales am 27. November gewann die kanadische Mannschaft den Titel gegen Australien.

## Qualifikation
Qualifiziert waren Serbien als Ersatz für Russland, Kanada mit einer Ersatz-Wildcard, Kroatien als Finalist des Vorjahres und Großbritannien mit einer Wildcard. Hinzu kamen die zwölf Nationen, die im Jahre 2022 Siege für sich entscheiden konnten: Argentinien, Australien, Belgien, Frankreich, Deutschland, Italien, Kasachstan, Südkorea, die Niederlande, Spanien, Schweden und die USA.
| Datum      | Heimmannschaft     | Ergebnis | Gastmannschaft | Ort            |
| ---------- | ------------------ | -------- | -------------- | -------------- |
| 4.–5. März | Frankreich         | 4:0      | Ecuador        | Pau            |
| 4.–5. März | Spanien            | 3:1      | Rumänien       | Marbella       |
| 4.–5. März | Finnland           | 2:3      | Belgien        | Espoo          |
| 4.–5. März | Niederlande        | 4:0      | Kanada         | Den Haag       |
| 4.–5. März | Brasilien          | 1:3      | Deutschland    | Rio de Janeiro |
| 4.–5. März | Slowakei           | 2:3      | Italien        | Bratislava     |
| 4.–5. März | Australien         | 3:2      | Ungarn         | Sydney         |
| 4.–5. März | Norwegen           | 1:3      | Kasachstan     | Oslo           |
| 4.–5. März | Schweden           | 3:2      | Japan          | Helsingborg    |
| 4.–5. März | Argentinien        | 4:0      | Tschechien     | Buenos Aires   |
| 4.–5. März | Südkorea           | 3:1      | Österreich     | Seoul          |
| 4.–5. März | Vereinigte Staaten | 4:0      | Kolumbien      | Reno           |

## Finale

### Gruppenphase

#### Gruppe A
- Ort: Unipol Arena, Bologna, Italien

|   | Team        | Punkte | Sätze | Spiele |
| 1 | Italien     | 3      | 16:7  | 7:2    |
| 2 | Kroatien    | 2      | 12:10 | 5:4    |
| 3 | Schweden    | 1      | 10:12 | 4:5    |
| 4 | Argentinien | 0      | 7:16  | 2:7    |

#### Gruppe B
- Ort: Pabellón Fuente de San Luis, Valencia, Spanien

|   | Team     | Punkte | Sätze | Spiele |
| 1 | Spanien  | 2      | 16:8  | 7:2    |
| 2 | Kanada   | 2      | 11:12 | 5:4    |
| 3 | Serbien  | 2      | 10:10 | 5:4    |
| 4 | Südkorea | 0      | 7:16  | 2:7    |

#### Gruppe C
- Ort: Am Rothenbaum, Hamburg, Deutschland

|   | Team        | Punkte | Sätze | Spiele |
| 1 | Deutschland | 3      | 13:9  | 6:3    |
| 2 | Australien  | 2      | 12:8  | 6:3    |
| 3 | Frankreich  | 1      | 12:9  | 4:5    |
| 4 | Belgien     | 0      | 6:16  | 2:7    |

#### Gruppe D
- Ort: Emirates Arena, Glasgow, Vereinigtes Königreich

|   | Team                   | Punkte | Sätze | Spiele |
| 1 | Niederlande            | 3      | 14:9  | 6:3    |
| 2 | Vereinigte Staaten     | 2      | 11:12 | 5:4    |
| 3 | Vereinigtes Königreich | 0      | 11:12 | 4:5    |
| 4 | Kasachstan             | 0      | 10:13 | 3:6    |

### K.-o.-Runde
- Ort: Palacio de Deportes José María Martín Carpena, Málaga, Spanien

|  | Viertelfinale      | Viertelfinale |              |   | Halbfinale | Halbfinale |  |  | Finale | Finale |
|  |                    |               |              |   |            |            |  |  |        |        |
|  | 22. November       |               |              |   |            |            |  |  |        |        |
|  |                    |               |              |   |            |            |  |  |        |        |
|  | Australien         | 2             |              |   |            |            |  |  |        |        |
|  | Australien         | 2             | 25. November |   |            |            |  |  |        |        |
|  | Niederlande        | 0             |              |   |            |            |  |  |        |        |
|  | Niederlande        | 0             | Australien   | 2 |            |            |  |  |        |        |
|  | 23. November       |               | Australien   | 2 |            |            |  |  |        |        |
|  |                    | Kroatien      | 1            |   |            |            |  |  |        |        |
|  | Kroatien           | Kroatien      | 1            | 2 |            |            |  |  |        |        |
|  | Kroatien           |               | 27. November | 2 |            |            |  |  |        |        |
|  | Spanien            | 0             |              |   |            |            |  |  |        |        |
|  | Spanien            | 0             | Australien   | 0 |            |            |  |  |        |        |
|  | 24. November       |               | Australien   | 0 |            |            |  |  |        |        |
|  |                    | Kanada        | 2            |   |            |            |  |  |        |        |
|  | Italien            | Kanada        | 2            | 2 |            |            |  |  |        |        |
|  | Italien            | 25. November  |              | 2 |            |            |  |  |        |        |
|  | Vereinigte Staaten | 1             |              |   |            |            |  |  |        |        |
|  | Vereinigte Staaten | 1             | Italien      | 1 |            |            |  |  |        |        |
|  | 24. November       |               | Italien      | 1 |            |            |  |  |        |        |
|  |                    | Kanada        | 2            |   |            |            |  |  |        |        |
|  | Deutschland        | Kanada        | 2            | 1 |            |            |  |  |        |        |
|  | Deutschland        |               |              | 1 |            |            |  |  |        |        |
|  | Kanada             | 2             |              |   |            |            |  |  |        |        |

Finale
| Australien                                                                                             | Finale | Kanada |
| --- | --- | --- |
| Team Alex de Minaur Max Purcell Jordan Thompson Jason Kubler Thanasi Kokkinakis Kapitän Lleyton Hewitt | Datum: 27. November 2022 Ort: Málaga, Spanien Belag: Hartplatz (i) \| Thanasi Kokkinakis \| 2:6, 4:6 \| Denis Shapovalov \| \| Alex de Minaur \| 3:6, 4:6 \| Félix Auger-Aliassime \| \| Max Purcell Jordan Thompson \| nicht gespielt \| Félix Auger-Aliassime Vasek Pospisil \| Resultat: 0:2 | Team Félix Auger-Aliassime Vasek Pospisil Denis Shapovalov Gabriel Diallo Steven Diez Kapitän Frank Dancevic |
| Thanasi Kokkinakis                                                                                     | 2:6, 4:6 | Denis Shapovalov                                                                                             |
| Alex de Minaur                                                                                         | 3:6, 4:6 | Félix Auger-Aliassime                                                                                        |
| Max Purcell Jordan Thompson                                                                            | nicht gespielt | Félix Auger-Aliassime Vasek Pospisil                                                                         |